# Milton Orchin
Milton Orchin (* 4. Juni 1914 in Barnesboro; † 14. Februar 2013 in Clifton) war ein US-amerikanischer Chemiker.

## Leben
Milton Orchin studierte an der Ohio State University bei Melvin Spencer Newman Chemie. Er machte im Jahr 1936 seinen Bachelor, ein Jahr später folgte der Master, ehe er 1939 seinen Ph.D. machte. Während seines Studiums beschäftigte er sich mit potenziell karzinogenen polycyclischen aromatischen Kohlenwasserstoffen. Nach dem Studium war er für die Food and Drug Administration tätig – zunächst in Cincinnati, später in Chicago. Außerdem arbeitete er in Beltsville für das Landwirtschaftsministerium der Vereinigten Staaten. Ab 1943 beschäftigte er sich beim United States Bureau of Mines in Bruceton mit synthetischen Kraftstoffen. Von 1953 bis 1981 war er Professor für Organische Chemie an der University of Cincinnati. Er war 1966 Gastprofessor an der Ohio State University, 1968 am Technion und 1969 an der University of California, Berkeley. Im Jahr 1970 war Orchin Mitglied der Redaktion des Journal of Coordination Chemistry. 1979 war er Gastprofessor an der Ben-Gurion-Universität im Negev. Im folgenden Jahr wurde er mit dem E. V. Murphree Award in Industrial and Engineering Chemistry ausgezeichnet. Er erhielt einen Ehrendoktortitel der University of Cincinnati. Orchins Forschungsschwerpunkt lag im Bereich der Katalyse mit organischen Metallcarbonyl-Komplexen, außerdem beschäftigte er sich mit Lösungen dieser Komplexe. Er veröffentlichte sieben Bücher und knapp 200 wissenschaftliche Artikel.

## Publikationen
- Milton Orchin, Hans H. Jaffé: Symmetrie in der Chemie: Anwendungen der Gruppentheorie auf chemische Probleme. 2. Auflage. Hüthig, Heidelberg 1973, ISBN 978-3-7785-0291-4.